# Calcideo
Calcideo (en griego antiguo: Χαλκιδεύς, Chalkidèus;mitad del siglo V a. C. – Mileto, 412 a. C.) fue un almirante espartano.

## Biografía
En la primavera y en el verano del 412 a. C., después de la derrota ateniense en la Expedición a Sicilia, Alcibíades y Calcideo fueron a Jonia para inducir a rebelarse a las colonias atenienses de la zona; Alcibíades había sido nombrado comandante en el invierno precedente en el puesto del almirante Meláncridas, en ocasión de un terremoto, interpretado como mal auspicio.
Cruzando el mar Egeo con sólo cinco barcos, lograron recaudar dinero para la Liga de Delos en Quíos, Eritras y Clazómenas; después con la flota de Quíos convencieron a Teos. Por último,  también Mileto, cerca de la cual se firmó el primer acuerdo con el sátrapa persa Tisafernes. En este tiempo parece que Calcideo permaneció en Mileto, observado a distancia por la flota ateniense de Lade, el puerto de la ciudad.
Mientras tanto, los atenienses se reorganizaron y, con fuerzas numéricamente superiores, lograron bloquear a Calcideo enMileto, impidiéndole comunicarse con las ciudades vecinas, que estaban sublevadas. Antes de unirse a las fuerzas del navarco (almirante) Astíoco, que acababa de llegar y se había concentrado rápidamente en Quíos y Lesbos. Calcideo fue asesinado ese mismo verano, en una combate con los atenienses de Lade.